# Liste der Kreisstraßen im Landkreis Erlangen-Höchstadt
Die Liste der Kreisstraßen im Landkreis Erlangen-Höchstadt ist eine Auflistung der Kreisstraßen im bayerischen Landkreis Erlangen-Höchstadt mit deren Verlauf.

## Abkürzungen
- ER: Kreisstraße in Erlangen
- ERH: Kreisstraße im Landkreis Erlangen-Höchstadt
- FO: Kreisstraße im Landkreis Forchheim
- FÜ: Kreisstraße im Landkreis Fürth
- LAU: Kreisstraße im Landkreis Nürnberger Land
- NEA: Kreisstraße im Landkreis Neustadt an der Aisch-Bad Windsheim
- St: Staatsstraße in Bayern

## Liste
Nicht vorhandene bzw. nicht nachgewiesene Kreisstraßen werden in Kursivdruck gekennzeichnet, ebenso Straßen und Straßenabschnitte, die unabhängig vom Grund (Herabstufung zu einer Gemeindestraße oder Höherstufung) keine Kreisstraßen mehr sind.
Der Straßenverlauf wird in der Regel von Nord nach Süd und von West nach Ost angegeben.
| Nr. ERH | Verlauf |
| ------- | --- |
| ERH 3   | St 2244 in Herzogenaurach – ERH 14 – Haundorf – ERH 25 – Landkreisgrenze – (ER 1 in Erlangen) |
| ERH 4   | St 2244 – – Landkreisgrenze – (FO 2 im Landkreis Forchheim) |
| ERH 5   | St 2259 in Röttenbach – ERH 32 – Baiersdorf – St 2244 – ERH 29 – Hagenau – Landkreisgrenze – (FO 7 im Landkreis Forchheim) |
| ERH 6   | ERH 8 – Röckenhof – Kalchreuth – St 2243 – Landkreisgrenze – (N 3 in Nürnberg) |
| ERH 7   | (ER 7 in Erlangen) – Landkreisgrenze – Rathsberg – ERH 30 – Marloffstein – St 2242 – St 2240 in Uttenreuth |
| ERH 8   | (FO 29 im Landkreis Forchheim) – Landkreisgrenze – ERH 33 – Unterschöllenbach – ERH 6 – ERH 10 in Großgeschaidt |
| ERH 9   | in Forth – ERH 11 – Eckenhaid – Landkreisgrenze – (LAU 21 im Landkreis Nürnberger Land) |
| ERH 10  | St 2243 in Kalchreuth – Käswasser – Großgeschaidt – Kleingeschaidt – Landkreisgrenze – (zur LAU 16 im Landkreis Nürnberger Land) |
| ERH 11  | St 2240 in Eschenau – Eckenhaid – ERH 9 – St 2236 |
| ERH 12  | (FO 44 im Landkreis Forchheim) – Landkreisgrenze – Benzendorf – St 2236 – Herpersdorf – Landkreisgrenze – (LAU 8 im Landkreis Nürnberger Land) |
| ERH 13  | St 2263 in Nankendorf – Buch – Falkendorf – St 2244 – ERH 15 – ERH 14 – Höfen – Landkreisgrenze – (FÜ 8 im Landkreis Fürth) |
| ERH 14  | St 2240/St 2259 in Heßdorf – Untermembach – Beutelsdorf – ERH 25 – Herzogenaurach – ERH 3 – St 2244/St 2263 – Dondörflein – ERH 13 |
| ERH 15  | (NEA 11 im Neustadt an der Aisch-Bad Windsheim) – Landkreisgrenze – Oberreichenbach – ERH 28 – Nankenhof – Münchaurach – St 2244 – ERH 13 |
| ERH 16  | (BA 55 im Landkreis Bamberg) – Landkreisgrenze – St 2254 – Aisch – ERH 36 – Adelsdorf – ERH 35 – Neuhaus – St 2240 |
| ERH 17  | (BA 24 im Landkreis Bamberg) – Landkreisgrenze – St 2254 – Zentbechhofen – Greuth – Landkreisgrenze – (FO 19 im Landkreis Forchheim) |
| ERH 18  | (NEA 5 im Neustadt an der Aisch-Bad Windsheim) – Landkreisgrenze – Pretzdorf – ERH 21 – Kleinweisach – Burgweisach – Dutendorf – ERH 19 – ERH 20 – Frimmersdorf – Unterwinterbach – ERH 22 – Lonnerstadt – Sterpersdorf – Schwarzenbach – ERH 27 in Ailersbach |
| ERH 19  | (NEA 3 im Neustadt an der Aisch-Bad Windsheim) – Landkreisgrenze – Oberwinterbach – Dutendorf – ERH 18 – Vestenbergsgreuth – ERH 21 – Landkreisgrenze – (NEA 12 im Neustadt an der Aisch-Bad Windsheim)                                                        |
| ERH 20  | ERH 18 – Hermersdorf – ERH 21 – Landkreisgrenze – (NEA 3 im Neustadt an der Aisch-Bad Windsheim) |
| ERH 21  | (NEA 2 im Neustadt an der Aisch-Bad Windsheim) – Landkreisgrenze – ERH 18 – Kleinweisach – Klenfeld – Vestenbergsgreuth – ERH 19 – ERH 20 |
| ERH 22  | (BA 50 im Landkreis Bamberg) – Landkreisgrenze – Buchfeld – Ailsbach – ERH 18 |
| ERH 23  | St 2260 in Wachenroth – Kleinwachenroth – Weingartsgreuth |
| ERH 24  | St 2244 – Bubenreuth – Landkreisgrenze (Bräuningshof) |
| ERH 25  | St 2263 in Hammerbach – Beutelsdorf – ERH 14 – Haundorf – ERH 3 – Niederndorf – St 2244/St 2263 – Landkreisgrenze – (FÜ 21 im Landkreis Fürth) |
| ERH 26  | St 2259 in Großenseebach – St 2240 – Hannberg – Röhrach – St 2259 |
| ERH 27  | (NEA 1 im Neustadt an der Aisch-Bad Windsheim) – Landkreisgrenze – ERH 18 – Ailersbach – St 2263 – Mechelwind – Kairlindach – St 2259 in Reinersdorf |
| ERH 28  | St 2259 – Sintmann – ERH 15 in Oberreichenbach |
| ERH 29  | ERH 5 – ERH 30 – Landkreisgrenze – (FO 15 im Landkreis Forchheim) |
| ERH 30  | ERH 29 – Igelsdorf – Landkreisgrenze – (FO 12 im Landkreis Forchheim) – Landkreisgrenze – Atzelsberg – ERH 7 |
| ERH 31  | (ER 4 in Erlangen) – Landkreisgrenze – Möhrendorf – ERH 32 – St 2244 |
| ERH 32  | ERH 5 – Kleinseebach – ERH 31 in Möhrendorf |
| ERH 33  | St 2243 – Gabermühle – ERH 8 – St 2240 in Brand |
| ERH 34  | (BA 2 im Landkreis Bamberg) – Landkreisgrenze – Oberalbach – St 2260 |
| ERH 35  | ERH 16 in Neuhaus – Heppstädt – St 2259 in Hemhofen |
| ERH 36  | – Medbach – ERH 16 in Aisch |

## Quelle
OpenStreetMap: Landkreis Erlangen-Höchstadt – Landkreis Erlangen-Höchstadt im OpenStreetMap-Wiki